# 天正伊賀の乱 (映画)
『天正伊賀の乱』（てんしょういがのらん）は、2005年10月に公開された日本映画。主演は合田雅吏、監督・脚本は千葉誠治による。第一次天正伊賀の乱を題材としている。
伊賀を滅ぼすために織田信長の次男・北畠信雄に密書を送ろうとする裏切り者下山甲斐と、密書を奪うために送られた伊賀の下人たちとの死闘を描く。

## 出演者
- 卿導：合田雅吏
- 粗鋼：涼平
- 伺見：竹内ゆう紀
- 軒猿：一條俊
- 間士：島津健太郎
- 下山甲斐：樋浦勉

## スタッフ
- 監督・脚本：千葉誠治
- 配給：BBMC